# Guimbarde (outil)

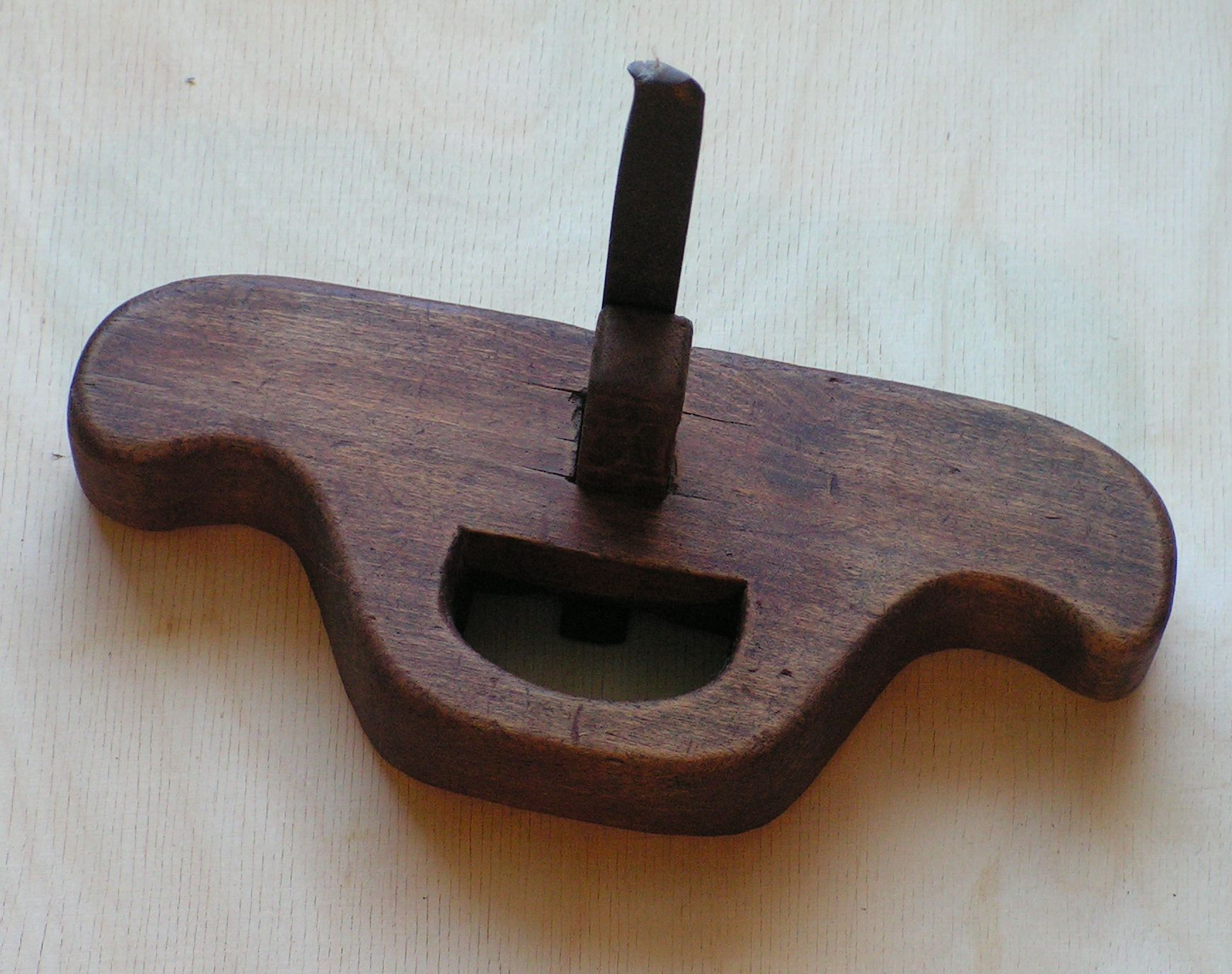
Guimbarde en bois.

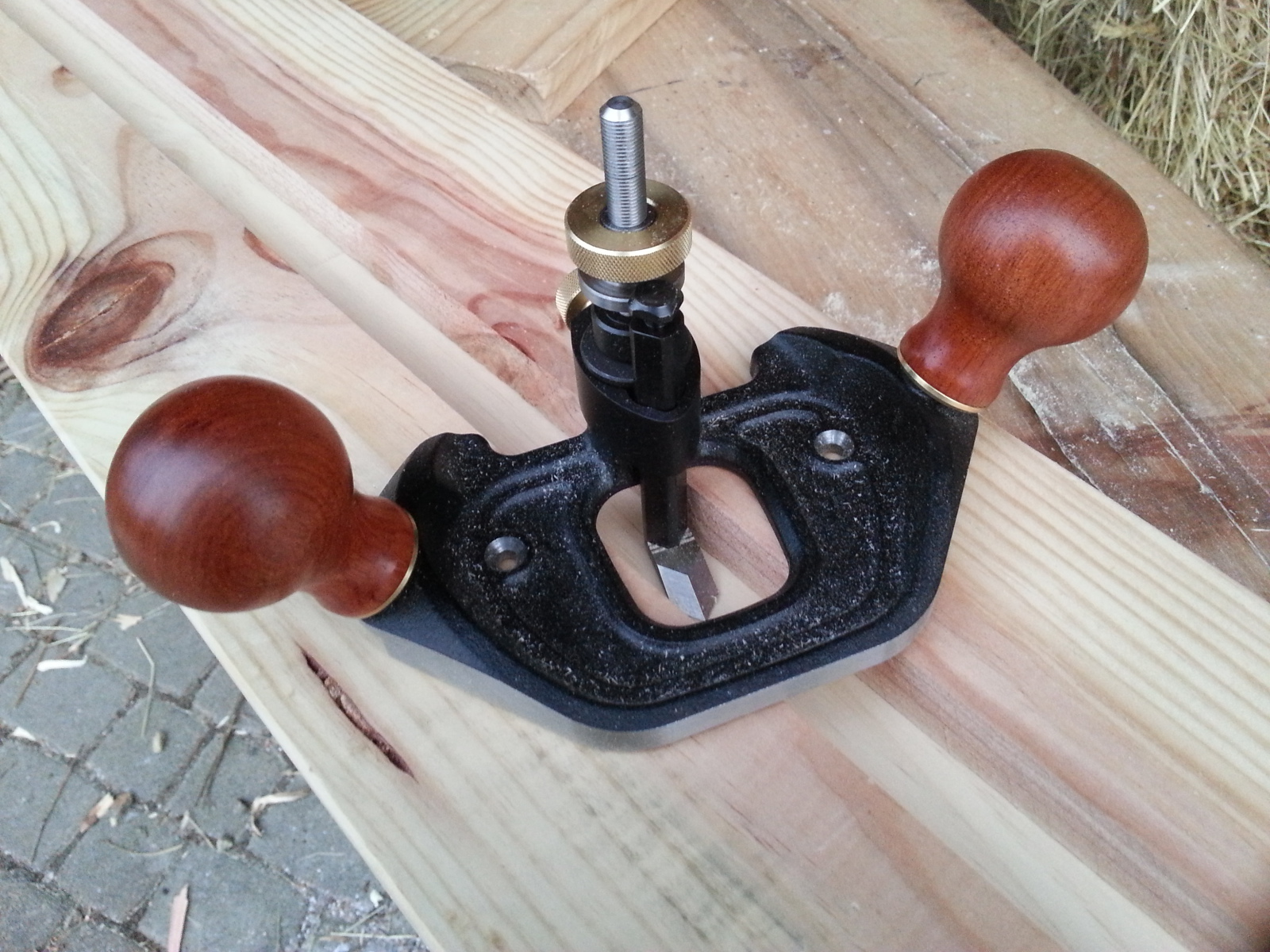
Guimbarde en métal avec vis d'ajustement de la profondeur.

La guimbarde à fond est une sorte de rabot qui sert à aplanir la surface de dépressions par exemple des rainures, entailles ou feuillets.
Elle permet d'atteindre des coins inaccessibles aux bouvets par exemple et que seuls les ciseaux à bois peuvent atteindre.